# Sceatta

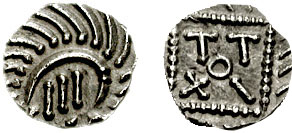
Fríská sceatta (kolem 710-735)

Sceatta byla malá, tlustá stříbrná mince, ražena v Anglii, Frísku a Jutsku během anglosaského období.
Jméno mince pochází ze staroangličtiny a znamená bohatství. Označení sceatta bylo poprvé použito v 17. století. A to na základě interpretace zákoníku kentského krále Æthelberhta a eposu Beowulf.
Sceatty jsou velmi různorodé, jsou rozděleny do více než stovky číselných typů, odvozených podle Katalogu Britského Muzea z roku 1890, a do širšího abecedního třídění, podle práce Stuarta Rigolda z roku 1977.

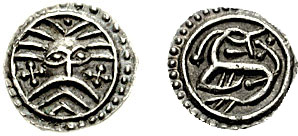
Jutská sceatta (kolem 710-720

Mince zřídkakdy nesou nápisy, malé množství mincí odkazuje na mincovnu v Londýně a další nesou runové nápisy „Aethiliraed“ a „Efe“, které pravděpodobně odkazují na razitele mincí než na panovníky.